# Skoky do vody na mistrovství Evropy v plaveckých sportech 1993
Závody v skocích do vody na mistrovství Evropy v plaveckých sportech za rok 1993 proběhly v Sheffieldu, Spojené království ve dnech 30. července až 8. srpna 1993.

## Česká stopa
Na tomto mistrovství Evropy Česko nemělo ve skocích do vody zastoupení.

## Výsledky
| Muži              | Zlato                      | Zlato  | Stříbro                | Stříbro | Bronz                  | Bronz  |
| ----------------- | -------------------------- | ------ | ---------------------- | ------- | ---------------------- | ------ |
| Skoky z 1 m prkna | Peter Böhler (GER)         | 361,74 | Joakim Andersson (SWE) | 347,70  | Boris Lietzow (GER)    | 342,24 |
| Skoky z 3 m prkna | Jan Hempel (GER)           | 637,77 | Dmitrij Sautin (RUS)   | 619,59  | Joakim Andersson (SWE) | 598,74 |
| Skoky z 10 m věže | Dmitrij Sautin (RUS)       | 617,73 | Robert Morgan (GBR)    | 617,70  | Jan Hempel (GER)       | 607,62 |
| Ženy              | Zlato                      | Zlato  | Stříbro                | Stříbro | Bronz                  | Bronz  |
| Skoky z 1 m prkna | Simona Kochová (GER)       | 278,94 | Irina Lašková (RUS)    | 276,24  | Vera Iljinová (RUS)    | 275,40 |
| Skoky z 3 m prkna | Brita Baldusová (GER)      | 541,68 | Vera Iljinová (RUS)    | 494,25  | Simona Kochová (GER)   | 493,05 |
| Skoky z 10 m věže | Svetlana Chochlovová (RUS) | 434,25 | Ute Wetzigová (GER)    | 425,61  | Olena Župinová (UKR)   | 411,81 |

## Medailová bilance
Ve skocích do vody se rozdělilo celkem 6 sad medailí.
| Pořadí | Stát                     |       | Muži    | Muži  | Muži  |         | Ženy  | Ženy  | Ženy    |       | Muži + Ženy | Muži + Ženy | Muži + Ženy | Celkem |
| Pořadí | Stát                     | Zlato | Stříbro | Bronz | Zlato | Stříbro | Bronz | Zlato | Stříbro | Bronz |             |             |             | Celkem |
| ------ | ------------------------ | ----- | ------- | ----- | ----- | ------- | ----- | ----- | ------- | ----- | ----------- | ----------- | ----------- | ------ |
| 1.     | Německo (GER)            |       | 2       | 0     | 2     |         | 2     | 1     | 1       |       | 4           | 1           | 3           | 8      |
| 2.     | Rusko (RUS)              |       | 1       | 1     | 0     |         | 1     | 2     | 1       |       | 2           | 3           | 1           | 6      |
| 3.     | Švédsko (SWE)            |       | 0       | 1     | 1     |         | 0     | 0     | 0       |       | 0           | 1           | 1           | 2      |
| 4.     | Spojené království (GBR) |       | 0       | 1     | 0     |         | 0     | 0     | 0       |       | 0           | 1           | 0           | 1      |
| 5.     | Ukrajina (UKR)           |       | 0       | 0     | 0     |         | 0     | 0     | 1       |       | 0           | 0           | 1           | 1      |
| Celkem | Celkem                   |       | 3       | 3     | 3     |         | 3     | 3     | 3       |       | 6           | 6           | 6           | 18     |